# Canton de Créances
Le canton de Créances est une circonscription électorale française du département de la Manche recréée par le décret du 25 février 2014 et entrée en vigueur lors des premières élections départementales suivant la publication du décret. Un canton de Créances avait déjà été créé en 1790 et avait été supprimé en 1801.

## Historique
Un canton de Créances est créé en 1790. C'est d'abord une subdivision du district de Coutances, il est une première fois supprimé en juin 1793, avec tous les autres, par la Convention, puis rétabli par le directoire en octobre 1795.
Il est supprimé en 1801 et les communes le composant sont réparties entre les cantons de Lessay, Saint-Malo-de-la-Lande et Saint-Sauveur-Lendelin.
Un nouveau découpage territorial de la Manche (département) entre en vigueur à l'occasion des élections départementales de 2015. Il est défini par le décret du 25 février 2014, en application des lois du 17 mai 2013 (loi organique 2013-402 et loi 2013-403). Les conseillers départementaux sont, à compter de ces élections, élus au scrutin majoritaire binominal mixte. Les électeurs de chaque canton élisent au conseil départemental, nouvelle appellation du conseil général, deux membres de sexe différent, qui se présentent en binôme de candidats. Les conseillers départementaux sont élus pour 6 ans au scrutin binominal majoritaire à deux tours, l'accès au second tour nécessitant 12,5 % des inscrits au 1er tour. En outre, la totalité des conseillers départementaux est renouvelée. Ce nouveau mode de scrutin nécessite un redécoupage des cantons dont le nombre est divisé par deux avec arrondi à l'unité impaire supérieure si ce nombre n'est pas entier impair, assorti de conditions de seuils minimaux. Dans la Manche, le nombre de cantons passe ainsi de 52 à 27.

## Représentation
| Période élective | Période élective | Mandat | Mandat   | Identité         | Nuance | Nuance | Qualité |
| ---------------- | ---------------- | ------ | -------- | ---------------- | ------ | ------ | --- |
| 2015             | 2021             | 2015   | 2021     | Chantal Barjol   |        | DVD    | Retraitée de l'enseignement, adjointe au maire de Saint-Germain-sur-Ay |
| 2015             | 2021             | 2015   | 2021     | Jean Morin       |        | DLF    | Agent général d’assurance, ancien conseiller général du canton de La Haye-du-Puits (2011-2015), adjoint au maire de La Haye-du-Puits, 1er vice-président du conseil départemental |
| 2021             | 2028             | 2021   | en cours | Hedwige Collette |        | DVD    | Pharmacienne, conseillère municipale de Créances |
| 2021             | 2028             | 2021   | en cours | Jean Morin       |        | DVD    | Conseiller sortant, président du conseil départemental |

### Résultats détaillés

#### Élections de mars 2015
À l'issue du 1er tour des élections départementales de 2015, deux binômes sont en ballottage : Chantal Barjol et Jean Morin (DVD, 52,38 %) et Christophe Garaud et Brigitte Lambin (FN, 32,79 %). Le taux de participation est de 51,06 % (6 832 votants sur 13 380 inscrits) contre 50,67 % au niveau départemental et 50,17 % au niveau national.
Au second tour, Chantal Barjol et Jean Morin (DVD) sont élus avec 67,33 % des suffrages exprimés et un taux de participation de 50,19 % (4 158 voix pour 6 715 votants et 13 378 inscrits).

#### Élections de juin 2021
Le premier tour des élections départementales de 2021 est marqué par un très faible taux de participation (33,26 % au niveau national). Dans le canton de Créances, ce taux de participation est de 31,79 % (4 181 votants sur 13 153 inscrits) contre 32,67 % au niveau départemental. À l'issue de ce premier tour, deux binômes sont en ballottage : Hedwige Collette et Jean Morin (DVD, 71,11 %) et Julienne Lambin et Mathieu Ledormeur (RN, 28,89 %).
Le second tour des élections est marqué une nouvelle fois par une abstention massive équivalente au premier tour. Les taux de participation sont de 34,36 % au niveau national, 32,63 % dans le département et 30,53 % dans le canton de Créances. Hedwige Collette et Jean Morin (DVD) sont élus avec 74,1 % des suffrages exprimés (2 727 voix pour 4 016 votants et 13 153 inscrits),,.

## Composition

### Composition avant 1801
Le canton de Créances était composé des communes suivantes :
- Ancteville
- Anneville-sur-Mer
- Créances
- La Feuillie
- Geffosses
- Millières
- Montsurvent
- Muneville-le-Bingard
- Pirou

### Composition à partir de 2015
Lors du redécoupage de 2014, le canton regroupait trente-deux communes entières.
À la suite de la création des communes nouvelles de La Haye, Lessay, Montsenelle et Port-Bail-sur-Mer et au décret du 5 mars 2020 rattachant entièrement la commune nouvelle de Port-Bail-sur-Mer au canton des Pieux, le nouveau canton de Créances comprend désormais dix-neuf communes entières.
| Nom                              | Code Insee | Intercommunalité            | Superficie (km2) | Population (dernière pop. légale) | Densité (hab./km2) | Modifier                                    |
| -------------------------------- | ---------- | --------------------------- | ---------------- | --------------------------------- | ------------------ | ------------------------------------------- |
| Créances (bureau centralisateur) | 50151      | CC Côte Ouest Centre Manche | 20,32            | 2 079 (2022)                      | 102                | modifier les données · modifier les données |
| Bretteville-sur-Ay               | 50078      | CC Côte Ouest Centre Manche | 9,75             | 436 (2022)                        | 45                 | modifier les données · modifier les données |
| Canville-la-Rocque               | 50097      | CA du Cotentin              | 5,35             | 119 (2022)                        | 22                 | modifier les données · modifier les données |
| Doville                          | 50166      | CC Côte Ouest Centre Manche | 11,09            | 326 (2022)                        | 29                 | modifier les données · modifier les données |
| La Feuillie                      | 50182      | CC Côte Ouest Centre Manche | 12,46            | 299 (2022)                        | 24                 | modifier les données · modifier les données |
| La Haye                          | 50236      | CC Côte Ouest Centre Manche | 63,81            | 3 986 (2022)                      | 62                 | modifier les données · modifier les données |
| Laulne                           | 50265      | CC Côte Ouest Centre Manche | 9,06             | 185 (2022)                        | 20                 | modifier les données · modifier les données |
| Lessay                           | 50267      | CC Côte Ouest Centre Manche | 28,95            | 2 255 (2022)                      | 78                 | modifier les données · modifier les données |
| Millières                        | 50328      | CC Côte Ouest Centre Manche | 20,27            | 760 (2022)                        | 37                 | modifier les données · modifier les données |
| Montsenelle                      | 50273      | CC Côte Ouest Centre Manche | 43,08            | 1 438 (2022)                      | 33                 | modifier les données · modifier les données |
| Neufmesnil                       | 50372      | CC Côte Ouest Centre Manche | 5,33             | 174 (2022)                        | 33                 | modifier les données · modifier les données |
| Pirou                            | 50403      | CC Côte Ouest Centre Manche | 29,11            | 1 486 (2022)                      | 51                 | modifier les données · modifier les données |
| Le Plessis-Lastelle              | 50405      | CC Côte Ouest Centre Manche | 14,99            | 238 (2022)                        | 16                 | modifier les données · modifier les données |
| Saint-Germain-sur-Ay             | 50481      | CC Côte Ouest Centre Manche | 14,52            | 920 (2022)                        | 63                 | modifier les données · modifier les données |
| Saint-Nicolas-de-Pierrepont      | 50528      | CC Côte Ouest Centre Manche | 8,13             | 299 (2022)                        | 37                 | modifier les données · modifier les données |
| Saint-Patrice-de-Claids          | 50533      | CC Côte Ouest Centre Manche | 5,58             | 177 (2022)                        | 32                 | modifier les données · modifier les données |
| Saint-Sauveur-de-Pierrepont      | 50548      | CC Côte Ouest Centre Manche | 8,18             | 122 (2022)                        | 15                 | modifier les données · modifier les données |
| Varenguebec                      | 50617      | CC Côte Ouest Centre Manche | 21,19            | 329 (2022)                        | 16                 | modifier les données · modifier les données |
| Vesly                            | 50629      | CC Côte Ouest Centre Manche | 22,48            | 732 (2022)                        | 33                 | modifier les données · modifier les données |
| Canton de Créances               | 5011       |                             | 353,65           | 16 360 (2022)                     | 46                 | modifier les données                        |

## Démographie
En 2022, le canton comptait 16 360 habitants, en évolution de −3,47 % par rapport à 2016 (Manche : −0,31 %, France hors Mayotte : +2,11 %).
| 2013   | 2018   | 2022   |
| ------ | ------ | ------ |
| 17 054 | 16 836 | 16 360 |